# 聚奎堡
聚奎堡，位于中国福建省尤溪县中仙乡西华村，为一个省级文物保护单位，类型为古建筑，为第五批福建省文物保护单位，公布时间为2001年1月20日。
聚奎堡的历史年代为清。